# 京biz
『京biz』（きょうビズ）は、2007年4月3日から2008年3月25日までKBS京都テレビで放送されていた経済関連の報道番組。放送時間は毎週火曜 21:25 - 21:55、再放送は毎週日曜 7:30 - 8:00。

## 内容
老舗からハイテクまで、京都の優良企業を本物を見分ける京都目線で伝えていた。番組タイトルは「京都ビジネス」の略である。
番組は2008年春の改編を機に同タイトルでの放送を終了し、金曜21時台へ移動。移動とともに1時間番組になり、以後は『京bizW』→『京bizS』→『京bizX』と題して放送されている。

## 出演者
- 竹内弘一（KBS京都アナウンサー）
- 東奈緒美（タレント） - アシスタントを担当。
- ご意見番 - 京都の経済界から1人がご意見番として出演。

## 主なコーナー
- 特集
- すぐれMONO - これからブレイクしそうな商品や、既に大ヒットを飛ばしている商品の舞台裏を探る。

## タイムテーブル
- 21:25 オープニング
- 21:27 特集
- 21:40 すぐれMONO
- 21:52 エンディング